# 博多·鲁德瓦莱特
博多·鲁德瓦莱特（德語：Bodo Rudwaleit，1957年8月3日—），德国男子足球运动员，司职守门员。他曾代表东德国奥队参加1980年夏季奥林匹克运动会足球比赛，获得一枚银牌。